# Spinotarsus bullatoides
Spinotarsus bullatoides är en mångfotingart som beskrevs av Kraus 1966. Spinotarsus bullatoides ingår i släktet Spinotarsus och familjen Odontopygidae. Inga underarter finns listade i Catalogue of Life.